# أكوريوس
كان أكوريوس رجلاً مصريًا حكيمًا استشاره يوليوس قيصر، وفقًا للكاتب الروماني لوكان، حيث طرح عليه العديد من الأسئلة حول تاريخ مصر القديمة وتقويمها، لكنه يقول إنه لا يرغب في أي شيء بقدر سماع سبب فيضان النيل ومعرفة منبعه. يشرع أكوريوس في تقديم سرد لنهر النيل، بما في ذلك الوقت والأسباب المحتملة لفيضانه ومساره. وهكذا علم أن المصريين صاغوا عامهم على أساس السنة الشمسية، أي على الحركة الظاهرة للشمس في جميع الأبراج البروجية. كانوا يعلمون أن مثل هذه السنة استمرت في المتوسط 365 1/4 يومًا مرتبة في 12 شهرًا من 30 يومًا لكل منها، مع إضافة خمسة أيام إلى نهاية كل عام.
كان المصريون أول من بنى تقويمهم على السنة الشمسية. كانت سنتهم التقويمية 365 يومًا منظمة في اثني عشر شهرًا من ثلاثين يومًا لكل منها تقطيع خمسة أيام في السنة.

## سيرة شخصية
ربما كان أكوريوس باحثًا وفلكيًا إسكندريًا.
هناك احتمال أنه أدخل يوليوس قيصر على التقويم المصري وأقنعه بمزاياها على التقويم القمري الروماني. ثم قام قيصر بتكليف لجنة في روما برئاسة سوسجينيس من الإسكندرية مع حساب التقويم الروماني وإصلاحه.
يُعتقد أن التقويم اليولياني قد تم إنشاؤه على أساس التقويم المصري على وجه التحديد بسبب المعرفة التي قدمها أكوريوس وسوسيجيني من الإسكندرية للقيصر.